# GLASS-z12
GLASS-z12, también llamada GHZ2 (anteriormente conocida como GLASS-z13) es una  galaxia con ruptura de Lyman descubierta por el programa de observación Grism Lens-Amplified Survey from Space (GLASS) utilizando el instrumento NIRCam del Telescopio espacial James Webb en julio de 2022.  Fue descubierta junto a otra galaxia, GLASS-z10, comparable a GN-z11, también una de las galaxias más antiguas descubiertas.
Tiene un corrimiento al rojo espectroscópico de 12,34, lo que lo convierte en una de las galaxias y objetos astronómicos más distantes jamás descubiertos. Según la teoría del Modelo Lambda-CDM actual, este corrimiento al rojo corresponde a un tiempo de hace unos 13 440 millones de años, o aproximadamente 360 millones de años después del Big Bang.

## Descubrimiento
GLASS-z12 / GHZ2, fue descubierta inicialmente por el telescopio espacial James Webb en julio de 2022, con su apellido de GLASS-z13, como una candidata robusta con un corrimiento al rojo fotométrico de z  = 13por Castellano et al. y Naidu et al. en el campo del cúmulo de galaxias Abell 2744 en la  constelación el Escultor. Los dos artículos de descubrimiento aparecieron en arXiv el mismo día. De ahí estos dos nombres para esta galaxia de GLASS-z13 (Naidu et al. 2022) y GHZ2 (Castellano et al. 2022a). Este valor de desplazamiento al rojo se revisó posteriormente a la baja a z = 12,4 en octubre de 2022, lo que dio lugar al cambio de nombre de esta galaxia en GLASS-z12.

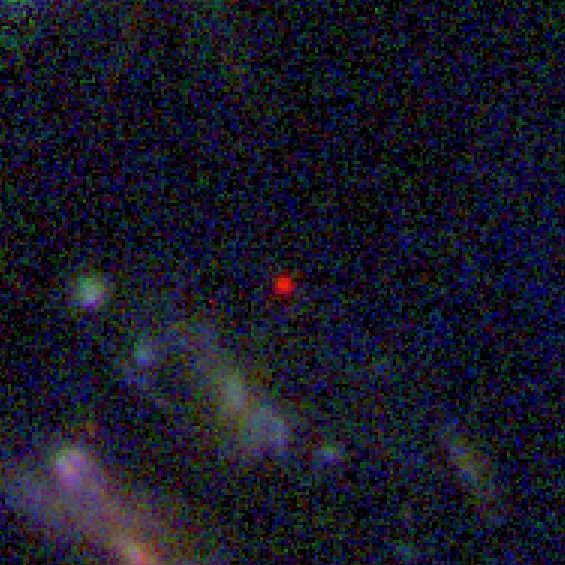
Composición en color de las imágenes del JWST-NIRCam que muestra a GLASS-z12 como un punto rojo entre otras galaxias

## Espectroscopia por el telescopio espacial James Webb
Esta galaxia fue observada en octubre de 2023 por el Telescopio espacial James Webb con los  espectrógrafos NIRSpec y MIRI, haciendo a esta galaxia, la galaxia de corrimiento al rojo más distante de z = 12,34 con una cobertura espectroscópica completa desde la ultravioleta (UV) hasta la óptica.